# Ulesta perspicua
Ulesta perspicua är en stekelart som först beskrevs av Wesmael 1857.  Ulesta perspicua ingår i släktet Ulesta och familjen brokparasitsteklar. Utöver nominatformen finns också underarten U. p. croatica.